# الحرة الغربية
حي الحرة الغربية أحد أحياء المدينة المنورة، سميت بالحرة الغربية لأنها تقع في الجهة الغربية من المدينة. وهي أقل وعورة من حرة واقم، ويتخللها مساحات منبسطة صالحة للعمران، تظهر فيها عدة تلال وقيعان تتجمع فيها مياه الأمطار. وتمتد من مسجد القبلتين شمالاً إلى محاذاة مسجد قباء جنوباً، وكانت تشكل حاجزاً طبيعياً يحمي المدينة من جهتها الغربية وجزء من جهتها الجنوبية.

## المدراس التي في الحي
- ثانوية طيبة
- ثانوية الفتح
- ثانوية الامام محمد بن سعود
- متوسطة عوف بن الحارث
- ابتدائية الخضر قديماً ( العباس بن عباده ) حديثاً
- ابتدائية المقداد بن عمرُ

## حاراتها
- الاصيفرين
- الجزيرة
- الخضر
- العنابس
- الحضري
- الصمت
- السيح
- الفتح